# مناطير الصفر
مناطير الصفر قرية سوريّة تتبع إداريّاً لمحافظة حلب منطقة دير حافر ناحية رسم حرمل الإمام، بلغ تعداد سكانها 1,464 نسمة حسب التعداد السكاني لعام 2004.